# Sistanova
Sistanova war eine deutschsprachige dreiköpfige  Pop & R&B - Girlgroup aus Frankfurt am Main, die 2005 gegründet wurde.

## Bandgeschichte
Rola Madirose Hinterbichler und Kisita Elisabeth Massamba kannten sich bereits seit ihrer Kindheit und waren eng miteinander befreundet. In einem Schulhort begannen sie sich mit Tanz und Gesang zu beschäftigen. 2004 lernten die beiden Viviane Meyer kennen, mit der sie sich befreundeten und gemeinsam die Band Black Supremes gründeten.
Die Band trat bei regionalen Wettbewerben an und nahm Demos auf. Eines schickte Vivianes Mutter an das Produzententeam Noizemakers, welches die Black Supremes unter dem neuen Namen Sistanova unter Vertrag nahmen. Die Band wurde unter anderem von Christopher Applegate produziert. Im Jahr 2006 wurde die Band von der Plattenfirma Warner Music Germany unter Vertrag genommen.
Am 21. September 2007 erschien ihre erste Single Was ist los?, die in den deutschen Charts auf Platz 76 stieg und zwei Wochen in den Charts blieb. Im November 2007 trat Sistanova bei vier Konzerten als Vorgruppe der barbadischen Sängerin Rihanna auf. Zudem unterstützten sie noch die Band Rapsoul als Vorgruppe ihrer „Achterbahn“-Tour durch ganz Deutschland.
Am 5. Dezember 2008 wurde ihr Debütalbum Unglaublich veröffentlicht.
2010 löste sich die Band auf. Laut ihrer MySpace-Seite werden alle Bandmitglieder auf Solopfaden weitergehen.

## Mitglieder

### Viviane
Viviane Meyer wurde am 2. Juni 1989 in Bad Homburg vor der Höhe geboren. Ihr Vater ist Kameruner, ihre Mutter stammt aus Indonesien.
Später zogen sie nach Indonesien um, wo sie einige Jahre lebten. Von dort zogen sie nach Paris und kehrten einige Jahre später zurück nach Deutschland. Viviane hat die Schule mit einem Realschulabschluss abgeschlossen.

### Keyliza
Kisita Elisabeth Massamba wurde am 11. Dezember 1989 in Hanau geboren. Ihre Eltern stammen aus der Demokratischen Republik Kongo und aus Angola. Im Alter von vier Jahren zog sie mit ihren Eltern nach Frankfurt am Main. Kisita hat ebenfalls ihre Schule mit einem Realschulabschluss abgeschlossen. Seit 2011 produziert sie Musik unter dem Pseudonym Queen Of Beats.

### Rola
Rola Madirose Hinterbichler wurde am 12. Februar 1990 in Accra, Ghana geboren. Ihre Mutter kommt aus Ghana, ihr Vater ist Libanese armenischer Herkunft. Im Alter von drei Jahren zog sie nach Frankfurt am Main, wo sie mit ihrer Mutter und ihrem Stiefvater aus Bayern aufwuchs. Rola hat die Schule mit der Fachhochschulreife abgeschlossen. Hinterbichler nahm 2011 an The Voice of Germany teil.

## Sonstiges
Als Lied zum Muttertag schrieben sie die Ballade Mama, zu der auch ein Video gedreht wurde. Mit Thomas Anders sang Sistanova den Titelsong Ziele für die CD-Beilage zum Kinderbuch Die HelleWecks.

## Diskografie

### Singles
- 2007: Was ist los?

### Alben
- 2008: Unglaublich